# Kanelbullens dag
Kanelbullens dag (« jour de la kanelbulle », brioche à la cannelle suédoise), célébré le 4 octobre en Suède, est une journée thématique annuelle établie en 1999 par Kaeth Gardestedt, alors chargé de l'équipe Hembakningsrådet. L'idée du thème de la Journée vient de Nordic Sugar qui, selon l'entreprise, avait produit plus de 1,3 million de tonnes de sucre en provenance des producteurs des pays nordiques. Le but de la journée — en plus de stimuler les ventes de sucre — est de mettre en évidence la riche tradition pâtissière qui existe en Suède, avec un accent particulier sur les traditionnelles brioches à la cannelle. Le kanelbullens dag est marqué principalement par la publicité dans les magasins et les restaurants. Cette journée est également fêtée en Nouvelle-Zélande et là où l'Église de Suède est présente à l'étranger.
La date du kanelbullens dag a été fixée au 4 octobre car Kaeth Gardestedt et Hembakningsrådet, financés par le sucre des pays nordiques, ont prétendu ne pas vouloir être en concurrence avec d'autres traditions culinaires tels que les gâteaux à la crème, les écrevisses ou encore les harengs fermentés. En 1999, lors de la préparation du jour des brioches à la cannelle lancé le 4 octobre, il s'agissait aussi de la Journée internationale des droits de l'enfant. De fait, le kanelbullens dag est aussi la célébration des enfants à travers leur brioche préférée.